# Machaeropteris euthysana
Machaeropteris euthysana är en fjärilsart som beskrevs av Edward Meyrick 1931. Machaeropteris euthysana ingår i släktet Machaeropteris och familjen äkta malar.
Artens utbredningsområde är Sierra Leone. Inga underarter finns listade i Catalogue of Life.